# Late for the Sky
Late for the Sky è il terzo album del cantautore statunitense Jackson Browne, pubblicato nel settembre del 1974 per la Asylum.

## Il Disco
A detta di molti critici è il suo capolavoro e si avvale della fondamentale collaborazione del chitarrista (soprattutto alla chitarra slide) David Lindley, ex membro dei Kaleidoscope. È stato il primo album di Browne a raggiungere i Top 20 nelle classifiche americane. I temi ricorrenti nei testi di questo lavoro sono la sofferenza, il dolore e la malinconia, ma anche la speranza intravista in lontananza. Tra le composizioni si segnalano For a Dancer dedicata ad un amico morto in ancor giovane età e Before the Deluge, che diventerà un inno antinucleare.
Il brano eponimo compare nella colonna sonora del film Taxi Driver (1976), durante la sequenza in cui Travis Bickle (Robert De Niro), pistola alla mano, guarda alla tv alcune coppie, riprese all'interno di uno studio televisivo, intente a ballare sulla canzone diffusa in playback.
La redazione della rivista Il Mucchio Extra l'ha inserito al nº 23 tra i dischi più significativi degli anni settanta.

## Tracce
Testi e musiche di Jackson Browne}
Lato A
1. Late for the Sky – 5:36
2. Fountain of Sorrow – 6:42
3. Farther On – 5:17
4. The Late Show – 5:09

Lato B
1. The Road and the Sky – 3:04
2. For a Dancer – 4:42
3. Walking Slow – 3:50
4. Before the Deluge – 6:18

## Musicisti
I musicisti sono:
- Jackson Browne - produttore, pianoforte;
- Jackson Browne - chitarra acustica slide (brano: The Road and the Sky);
- David Lindley - chitarra elettrica, chitarra slide, fiddle;
- Doug Haywood - basso, cori;
- Larry Zack - batteria, percussioni;
- Jai Winding - pianoforte, organo;
- H. Driver, Henry Thome, Michael Condello - battiti delle mani;
- Beth Fitchet, Dan Fogelberg, Don Henley, J. D. Souther, Joyce Everson, Perry Lindley, Terry Reid - armonie vocali

## Crediti Artistici e Tecnici
- Rick Griffin - grafica (lettering di copertina);
- Greg Ladanyi - masterizzazione;
- Al Schmitt - missaggio;
- Henry Diltz - foto di copertina;
- Bob Seidemann - foto di retrocopertina, artwork;
- Bob Hughs, Fritz Richmond, Kent Nebergall, Tom Perry - ingegneri del suono;